# Olof Lindbäck
Olof Jönsson Lindbäck, född 29 maj 1785 i Lindome församling, Hallands län, död 23 januari 1860 i Lindome församling, Hallands län, var en svensk bonde och riksdagsman.

## Biografi
Olof Lindbäck var bondson från byn Gastorp i Lindome socken och ägnade sig i ungdomen åt möbelsnickeri men blev senare skollärare och tog sig då efternamnet Lindbäck efter hemsocknen. Han arbetade därefter under några somrar som tegelmästare i Västergötland innan han 1821 blev hemmansägare i Anderstorp i Lindome socken. Vid sidan av jordbruket arrenderade han även ett tegelbruk. Olof Lindbäck var en driftig jordbrukare och fick av lantbruksakademien medaljer för jordbruk och trädgårdsskötsel och erhöll en silverbägare av Hallands läns hushållningssällskap för sina insatser inom odling och trädplantering. Därutöver var han verksam som poet; en samling av hans dikter gavs ut efter hans död 1861 med förord av Peter Wieselgren.
Olof Lindbäck var representant för Hallands norra domsaga vid riksdagarna 1834/1835 och 1840/1841. Olof Lindbäcks poesi var mestadels nationalistisk och rojalistisk, men som politiker drog han delvis åt liberalt håll. Han var till skillnad från många andra inom bondeståndet positiv till laga skifte. I representationsfrågan stödde han 1834 ett förslag som gick ut på bildandet av en kammare där bönderna skulle utgöra 2/5 av ledamöterna, förordade 1840 samfällda val och lika rösträtt för alla besuttna på landet och alla personer med en viss inkomst i städerna. I tullfrågan krävde han importförbud på klädnader men var anhängare av näringsfrihet och stödde avskaffandet av skråväsendet. Han bidrog till att Lindomeborna fick uttrycklig rätt att sälja möbler på Grönsakstorget i Göteborg och lyckades även få en årlig marknad i Rya i Frillesås socken inrättad. Olof Lindbäck arbetade även för att få lättnader i posthemmanens skyldigheter.